# Hrpelje
Hrpelje este o localitate din comuna Hrpelje-Kozina, Slovenia, cu o populație de 665 de locuitori.